# Османская экспедиция в Ачех

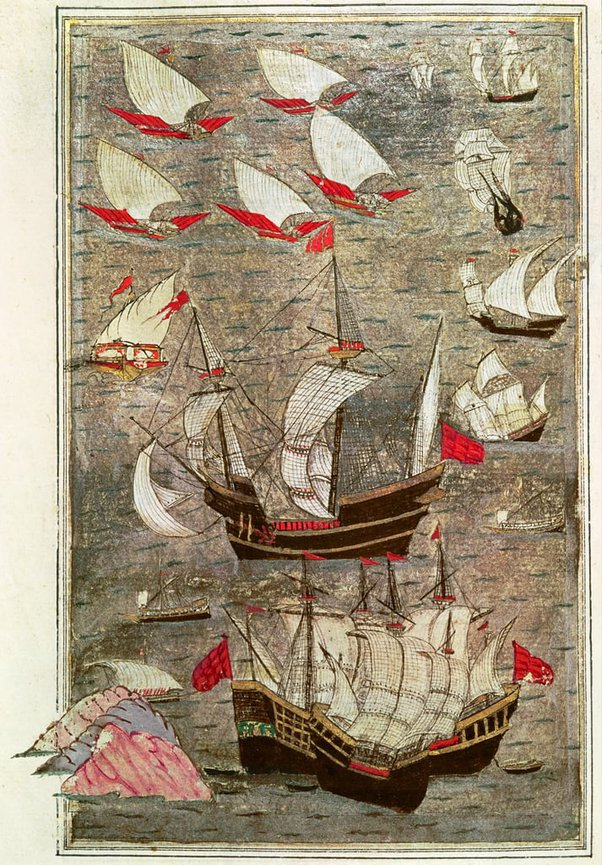
Османский флот XVI века в Индийском океане

Расположение султаната Ачех на Суматре

Османская экспедиция в Ачех — турецкая морская экспедиция 1560-х годов, приведшая к установлению связей между Османской империей и султанатом Ачех.

## Предыстория
Неофициальные связи между султанатом Ачех и Османской империей существовали как минимум с 1530-х годов. Португальский адмирал Фернан Мендеш Пинту упоминает в своих записях о прибытии в 1539 году флота, в котором было порядка 300 «турок», суахили, афаров, синдхи и гуджаратцев, а также около 200 моряков с Малабара. Пришедший в то время к власти в Ачехе султан Алауддин Риаят-шах аль-Кахар стремился к расширению этих связей — как ради укрепления собственной власти на Суматре, так и ради изгнания португальцев из Малакки.
В первой половине 1560-х годов султан Алауддин Риаят-шах аль-Кахар отправил посольство в Стамбул к султану Сулейману Великолепному, признавая его халифом ислама и прося помощи против португальцев.

## Поход турецкого флота
Подготовка экспедиции началась, судя по всему, в 1565 году. После смерти Сулеймана наследовавший ему в 1566 году Селим II продолжил дело отца, и приказал отправить экспедицию. Помимо оружия и боеприпасов с экспедицией были отправлены солдаты, оружейные мастера и инженеры. Первый флот из 15 галер, вооружённых артиллерией, пришлось перенаправить на подавление восстания в Йемене, однако в 1566-1567 годах первые турецкие корабли прибыли в Ачех. Возглавлял экспедицию адмирал Куртоглу Хызыр-реис. За турецкую помощь ачехцы расплатились жемчугом, алмазами и рубинами.

## Результаты
Мастера из Османской империи научили ачехцев делать пушки, после чего это искусство распространилось по всему Малайскому архипелагу (многие из этих пушек впоследствии были захвачены европейцами). Турецкая экспедиция привела к развитию и укреплению военных, торговых, культурных и религиозных связей между Османской империей и султанатом Ачех.

## Последствия
Установление связей между Османской империей и султанатом Ачех не позволило португальцам установить монополию на торговлю в Индийском океане. Во время правления султана Искандара Муда (1607—1636) Ачех превратился в значительное торговое государство. Ачехские корабли плавали в Индию и даже к берегам Красного моря, сюда прибывали посольства из Мекки; португальцы же с трудом удерживались в Малакке.
Когда в 1873 году Ачех был атакован голландцами, то он снова обратился за помощью к Османской империи, опираясь на свои давние связи, однако европейские державы не позволили туркам прийти на помощь своему старому союзнику.